# Wojciech Czemplik
Wojciech Czemplik (ur. 25 czerwca 1959 w Ostrowie Wielkopolskim) – polski skrzypek, grający również na altówce, mandolinie, cymbałach, lirze korbowej, pile muzycznej, a także na skrzypotrąbie; w wybranych utworach można usłyszeć jego wokal.

## Życiorys
Ukończył Wyższą Szkołę Morską w Szczecinie. Na początku muzykowanie było jego pasją i hobby, później stało się jego zawodem. W latach 1986–2012 członek zespołu Stare Dobre Małżeństwo. Do września 2018 grał m.in. w zespole U Studni, następnie odszedł do zespołu Stanisławy Celińskiej. Grał również z takimi zespołami, jak: Bez Jacka, PASS, Wyspa, a także z Karolem Płudowskim, Olą Kiełb, Pawłem Orkiszem, Piotrem Bakalem, Oliverem Shanti oraz z Agatą Budzyńską. W 1981 roku dołączył do zespołu Do Góry Dnem, którego członkiem jest do dzisiaj. Jest zapalonym podróżnikiem i miłośnikiem natury.
Nagrał 3 płyty solowe: „Świętogórskiej Pani”, „Modlitewnik na skrzypce i organy” oraz „Medytacje na 4 struny świata”. Wziął gościnny udział w nagraniu płyty „Słonecznik” Wolnej Grupy Bukowina i „Cienie” Jerzego Filara.
Animator wielu imprez artystycznych. Jest między innymi pomysłodawcą i dyrektorem artystycznym Festiwalu Muzyki Oratoryjnej „Musica Sacromontana” w bazylice na Świętej Górze w Gostyniu.
6 lipca 2011, podczas uroczystości w Ministerstwie Kultury i Dziedzictwa Narodowego odebrał z rąk wiceministra Piotra Żuchowskiego Brązowy Medal „Zasłużony Kulturze Gloria Artis”.